# Pirchkogel
Pirchkogel är en bergstopp i Österrike.   Den ligger i distriktet Imst och förbundslandet Tyrolen, i den västra delen av landet, 400 km väster om huvudstaden Wien. Toppen på Pirchkogel är 2 828 meter över havet, eller 322 meter över den omgivande terrängen. Bredden vid basen är 3,0 km.
Terrängen runt Pirchkogel är huvudsakligen mycket bergig. Närmaste större samhälle är Telfs, 9,7 km nordost om Pirchkogel. 
Trakten runt Pirchkogel består i huvudsak av gräsmarker. Runt Pirchkogel är det ganska tätbefolkat, med 65 invånare per kvadratkilometer.